# Coppa di Lega 1998-1999 (hockey su pista)
La Coppa di Lega 1998-1999 è stata la 2ª edizione della omonima competizione italiana di hockey su pista. La manifestazione è iniziata il 17 novembre si è conclusa il 19 dicembre 1998.
Il trofeo è stato conquistato dal Novara per la prima volta nella sua storia.

## Formula
Al torneo hanno preso parte tutte le 12 formazioni iscritte al massimo campionato. Le formazioni sono state divise in tre gironi all'italiana di quattro squadre ciascuno. Ogni girone si è svolto con partite di andata e ritorno.
Le prime classificate di ogni girone e la miglior seconda dei tre gruppi si sono qualificate per le final four in sede unica e disputate tramite la formula dell'eliminazione diretta.

## Squadre partecipanti
| - Amatori Vercelli - Bassano - Breganze - Forte dei Marmi - Marzotto Valdagno - Modena | - Novara - Prato Primavera - Roller Salerno - Scandianese - Sporting 93 Lodi - Trissino |

## Risultati

### Prima fase

#### Girone A
| Squadra          | Pt | G | V | N | P | GF | GS | DG  |
| ---------------- | -- | - | - | - | - | -- | -- | --- |
| Amatori Vercelli | 16 | 6 | 5 | 1 | 0 | 30 | 11 | +19 |
| Novara           | 13 | 6 | 4 | 1 | 1 | 25 | 12 | +13 |
| Scandianese      | 4  | 6 | 1 | 1 | 4 | 19 | 25 | -6  |
| Sporting 93 Lodi | 1  | 6 | 0 | 1 | 5 | 20 | 46 | -26 |

| Novara 17 novembre 1998 | Novara            | 2 – 1 | Scandianese | Palasport Dal Lago\| Arbitro: \| Bonucelli (Lucca) \| |
| Arbitro:                | Bonucelli (Lucca) |       |             |                                                       |

| Lodi 17 novembre 1998 | Sporting 93 Lodi    | 3 – 6 | Amatori Vercelli | PalaCastellotti\| Arbitro: \| Guadagnin (Vicenza) \| |
| Arbitro:              | Guadagnin (Vicenza) |       |                  |                                                      |

| Vercelli 21 novembre 1998 | Amatori Vercelli | 5 – 0 | Novara | PalaPregnolato\| Arbitro: \| Fermi (Piacenza) \| |
| Arbitro:                  | Fermi (Piacenza) |       |        |                                                  |

| Scandiano 21 novembre 1998 | Scandianese   | 6 – 6 | Sporting 93 Lodi | PalaRegnani\| Arbitro: \| Zenere (Bari) \| |
| Arbitro:                   | Zenere (Bari) |       |                  |                                            |

| Novara 28 novembre 1998 | Novara          | 10 – 2 | Sporting 93 Lodi | Palasport Dal Lago\| Arbitro: \| Rotelli (Lucca) \| |
| Arbitro:                | Rotelli (Lucca) |        |                  |                                                     |

| Scandiano 28 novembre 1998 | Scandianese       | 2 – 6 | Amatori Vercelli | PalaRegnani\| Arbitro: \| Brunner (Trieste) \| |
| Arbitro:                   | Brunner (Trieste) |       |                  |                                                |

| Vercelli 5 dicembre 1998 | Amatori Vercelli   | 8 – 2 | Sporting 93 Lodi | PalaPregnolato\| Arbitro: \| Babboni (Grosseto) \| |
| Arbitro:                 | Babboni (Grosseto) |       |                  |                                                    |

| Scandiano 5 dicembre 1998 | Scandianese             | 1 – 2 | Novara | PalaRegnani\| Arbitro: \| Bernerdeschi (Grosseto) \| |
| Arbitro:                  | Bernerdeschi (Grosseto) |       |        |                                                      |

| Lodi 8 dicembre 1998 | Sporting 93 Lodi   | 5 – 6 | Scandianese | PalaCastellotti\| Arbitro: \| De Nicola (Novara) \| |
| Arbitro:             | De Nicola (Novara) |       |             |                                                     |

| Novara 10 dicembre 1998 | Novara         | 1 – 1 | Amatori Vercelli | Palasport Dal Lago\| Arbitro: \| Fanesi (Lucca) \| |
| Arbitro:                | Fanesi (Lucca) |       |                  |                                                    |

| Vercelli 12 dicembre 1998 | Amatori Vercelli     | 4 – 3 | Scandianese | PalaPregnolato\| Arbitro: \| Barbarisi (Grosseto) \| |
| Arbitro:                  | Barbarisi (Grosseto) |       |             |                                                      |

| Lodi 12 dicembre 1998 | Sporting 93 Lodi   | 2 – 10 | Novara | PalaCastellotti\| Arbitro: \| Caporaso (Salerno) \| |
| Arbitro:              | Caporaso (Salerno) |        |        |                                                     |

#### Girone B
| Squadra           | Pt | G | V | N | P | GF | GS | DG  |
| ----------------- | -- | - | - | - | - | -- | -- | --- |
| Bassano           | 13 | 6 | 4 | 1 | 1 | 34 | 21 | +13 |
| Marzotto Valdagno | 12 | 6 | 4 | 0 | 2 | 25 | 22 | +3  |
| Trissino          | 9  | 6 | 3 | 0 | 3 | 24 | 27 | -3  |
| Breganze          | 1  | 6 | 0 | 1 | 5 | 16 | 29 | -13 |

| Breganze 17 novembre 1998 | Breganze            | 2 – 4 | Trissino | PalaFerrarin\| Arbitro: \| Carmazzi (Grosseto) \| |
| Arbitro:                  | Carmazzi (Grosseto) |       |          |                                                   |

| Valdagno 17 novembre 1998 | Marzotto Valdagno  | 4 – 9 | Bassano | \| Arbitro: \| Di Nicola (Novara) \| |
| Arbitro:                  | Di Nicola (Novara) |       |         |                                      |

| Breganze 21 novembre 1998 | Breganze           | 4 – 5 | Marzotto Valdagno | PalaFerrarin\| Arbitro: \| Manetti (Grosseto) \| |
| Arbitro:                  | Manetti (Grosseto) |       |                   |                                                  |

| Trissino 21 novembre 1998 | Trissino             | 4 – 9 | Bassano | PalaDante\| Arbitro: \| Barbarisi (Grosseto) \| |
| Arbitro:                  | Barbarisi (Grosseto) |       |         |                                                 |

| Bassano del Grappa 28 novembre 1998 | Bassano        | 4 – 4 | Breganze | PalaSind\| Arbitro: \| Fanesi (Lucca) \| |
| Arbitro:                            | Fanesi (Lucca) |       |          |                                          |

| Valdagno 28 novembre 1998 | Marzotto Valdagno | 5 – 4 | Trissino | \| Arbitro: \| Pulghe (Novara) \| |
| Arbitro:                  | Pulghe (Novara)   |       |          |                                   |

| Bassano del Grappa 5 dicembre 1998 | Bassano         | 2 – 3 | Marzotto Valdagno | PalaSind\| Arbitro: \| Bonghi (Novara) \| |
| Arbitro:                           | Bonghi (Novara) |       |                   |                                           |

| Trissino 5 dicembre 1998 | Trissino          | 5 – 4 | Breganze | PalaDante\| Arbitro: \| Bonucelli (Lucca) \| |
| Arbitro:                 | Bonucelli (Lucca) |       |          |                                              |

| Bassano del Grappa 8 dicembre 1998 | Bassano              | 6 – 5 | Trissino | PalaSind\| Arbitro: \| Bortolussi (Trieste) \| |
| Arbitro:                           | Bortolussi (Trieste) |       |          |                                                |

| Valdagno 8 dicembre 1998 | Marzotto Valdagno | 7 – 1 | Breganze | \| Arbitro: \| Braccia (Salerno) \| |
| Arbitro:                 | Braccia (Salerno) |       |          |                                     |

| Breganze 12 dicembre 1998 | Breganze           | 1 – 4 | Bassano | PalaFerrarin\| Arbitro: \| Corponi (Grosseto) \| |
| Arbitro:                  | Corponi (Grosseto) |       |         |                                                  |

| Trissino 12 dicembre 1998 | Trissino      | 2 – 1 | Marzotto Valdagno | PalaDante\| Arbitro: \| Zenere (Bari) \| |
| Arbitro:                  | Zenere (Bari) |       |                   |                                          |

#### Girone C
| Squadra         | Pt | G | V | N | P | GF | GS | DG  |
| --------------- | -- | - | - | - | - | -- | -- | --- |
| Prato Primavera | 15 | 6 | 5 | 0 | 1 | 29 | 20 | +9  |
| Roller Salerno  | 12 | 6 | 4 | 0 | 2 | 30 | 16 | +14 |
| Modena          | 7  | 6 | 2 | 1 | 3 | 21 | 26 | -5  |
| Forte dei Marmi | 1  | 6 | 0 | 1 | 5 | 21 | 39 | -18 |

| Prato 17 novembre 1998 | Prato Primavera       | 8 – 9 | Forte dei Marmi | PalaRogai\| Arbitro: \| Carmagnola (Vercelli) \| |
| Arbitro:               | Carmagnola (Vercelli) |       |                 |                                                  |

| Salerno 17 novembre 1998 | Roller Salerno    | 7 – 3 | Modena | PalaTulimieri\| Arbitro: \| Tartarelli (Bari) \| |
| Arbitro:                 | Tartarelli (Bari) |       |        |                                                  |

| Forte dei Marmi 21 novembre 1998 | Forte dei Marmi      | 3 – 9 | Roller Salerno | PalaForte\| Arbitro: \| Bortolussi (Trieste) \| |
| Arbitro:                         | Bortolussi (Trieste) |       |                |                                                 |

| Modena 21 novembre 1998 | Modena             | 2 – 5 | Prato Primavera | PalaMolza\| Arbitro: \| Bisacco (Grosseto) \| |
| Arbitro:                | Bisacco (Grosseto) |       |                 |                                               |

| Forte dei Marmi 28 novembre 1998 | Forte dei Marmi    | 4 – 4 | Modena | PalaForte\| Arbitro: \| Manetti (Grosseto) \| |
| Arbitro:                         | Manetti (Grosseto) |       |        |                                               |

| Salerno 28 novembre 1998 | Roller Salerno   | 1 – 3 | Prato Primavera | PalaTulimieri\| Arbitro: \| Strippoli (Bari) \| |
| Arbitro:                 | Strippoli (Bari) |       |                 |                                                 |

| Forte dei Marmi 5 dicembre 1998 | Forte dei Marmi | 3 – 4 | Prato Primavera | PalaForte\| Arbitro: \| Pulghe (Novara) \| |
| Arbitro:                        | Pulghe (Novara) |       |                 |                                            |

| Modena 5 dicembre 1998 | Modena                | 1 – 2 | Roller Salerno | PalaMolza\| Arbitro: \| Carmagnola (Vercelli) \| |
| Arbitro:               | Carmagnola (Vercelli) |       |                |                                                  |

| Prato 8 dicembre 1998 | Prato Primavera  | 4 – 5 | Modena | PalaRogai\| Arbitro: \| Stella (Vicenza) \| |
| Arbitro:              | Stella (Vicenza) |       |        |                                             |

| Salerno 8 dicembre 1998 | Roller Salerno | 8 – 1 | Forte dei Marmi | PalaTulimieri\| Arbitro: \| Perrone (Bari) \| |
| Arbitro:                | Perrone (Bari) |       |                 |                                               |

| Modena 11 dicembre 1998 | Modena                  | 6 – 4 | Forte dei Marmi | PalaMolza\| Arbitro: \| Bernardeschi (Grosseto) \| |
| Arbitro:                | Bernardeschi (Grosseto) |       |                 |                                                    |

| Prato 12 dicembre 1998 | Prato Primavera     | 5 – 3 | Roller Salerno | PalaRogai\| Arbitro: \| Carmazzi (Grosseto) \| |
| Arbitro:               | Carmazzi (Grosseto) |       |                |                                                |

### Final four
Le final four della manifestazione si sono disputate a Novara dal 18 al 19 dicembre 1998.

#### Tabellone
|  | Semifinali       | Semifinali       | Semifinali      |                 |        | Finale 1º/2º posto | Finale 1º/2º posto | Finale 1º/2º posto |  |
|  |                  |                  |                 |                 |        |                    |                    |                    |  |
|  | Amatori Vercelli | Amatori Vercelli | 0               |                 |        |                    |                    |                    |  |
|  | Amatori Vercelli | Amatori Vercelli | 0               |                 |        |                    |                    |                    |  |
|  | Novara           | Novara           | 2               |                 |        |                    |                    |                    |  |
|  | Novara           | Novara           | 2               |                 | Novara | Novara             | 5                  |                    |  |
|  |                  |                  |                 |                 | Novara | Novara             | 5                  |                    |  |
|  |                  |                  | Prato Primavera | Prato Primavera | 2      |                    |                    |                    |  |
|  | Bassano          | Bassano          | Prato Primavera | Prato Primavera | 2      | 4                  |                    |                    |  |
|  | Bassano          | Bassano          |                 |                 |        | 4                  |                    |                    |  |
|  | Prato Primavera  | Prato Primavera  | 7               |                 |        | Finale 3º/4º posto | Finale 3º/4º posto | Finale 3º/4º posto |  |
|  | Prato Primavera  | Prato Primavera  | 7               |                 |        |                    |                    |                    |  |
|  |                  |                  |                 |                 |        |                    |                    |                    |  |
|  |                  |                  |                 |                 |        | Amatori Vercelli   | Amatori Vercelli   | 2                  |  |
|  |                  |                  |                 |                 |        | Amatori Vercelli   | Amatori Vercelli   | 2                  |  |
|  |                  |                  |                 |                 |        | Bassano            | Bassano            | 6                  |  |

#### Semifinali
| Novara 18 dicembre 1998 | Bassano           | 4 – 7 | Prato Primavera | Palasport Dal Lago\| Arbitro: \| Piccininni (Bari) \| |
| Arbitro:                | Piccininni (Bari) |       |                 |                                                       |

| Novara 18 dicembre 1998 | Amatori Vercelli  | 0 – 2 | Novara | Palasport Dal Lago\| Arbitro: \| Piccininni (Bari) \| |
| Arbitro:                | Piccininni (Bari) |       |        |                                                       |

#### Finale 3º/4º posto
| Novara 19 dicembre 1998 | Bassano           | 6 – 2 | Amatori Vercelli | Palasport Dal Lago\| Arbitro: \| Tartarelli (Bari) \| |
| Arbitro:                | Tartarelli (Bari) |       |                  |                                                       |

#### Finale 1º/2º posto
| Arbitro: | Tartarelli (Bari) |

|                                                                |           |                                 |
| Gonella 2'21" 34'22" Bernardini 9'44" 42'17" Piscitelli 29'22" | Marcatori | 6'04" Achilli 28'09" Fiorentino |